# Lanzada
Lanzada település Olaszországban, Sondrio megyében. Lakosainak száma 1260 fő (2023. január 1.). Lanzada Caspoggio, Chiuro, Montagna in Valtellina, Chiesa in Valmalenco, Pontresina, Poschiavo, Samedan és Sils im Engadin/Segl községekkel határos.

## Népesség
A település népességének változása:
| Lakosok száma | 1331 | 1335 | 1260 |
|               | 2017 | 2018 | 2023 |